# Parti socialiste (Angleterre et pays de Galles)
Ne doit pas être confondu avec Parti socialiste de Grande-Bretagne ou Parti travailliste socialiste.
Pour les articles homonymes, voir Parti socialiste.
Le Parti socialiste (en anglais : Socialist Party) est un parti politique trotskiste présent en Angleterre et au pays de Galles et ayant adopté son nom actuel en 1997. Avant d'être un parti autonome, il existait en tant que tendance au sein du Parti travailliste sous le nom de Militant tendency. Il participe à une coalition électorale, la TUSC (Trade Unionist and Socialist Coalition) constituée de différents groupes d’extrême-gauche ainsi que de syndicats de travailleurs. Le parti socialiste se réclame marxiste et se présente comme proche du mouvement syndical et est opposé à l'austérité. Il affirme posséder des membres dans les comités de direction de nombreux groupes syndicaux militants. Le Parti socialiste est membre du Comité pour une Internationale ouvrière et possède des sections sœurs dans de nombreux pays.  Il est membre de la Gauche anticapitaliste européenne.

## Histoire
Pour un article plus général, voir Militant tendency.
Le parti socialiste d'Angleterre et du pays de Galles est en fait la reformation de l'ancienne tendance Militant du Parti travailliste, formée autour du journal du même nom et fondée en 1964. La tendance se décrivait comme la « voix marxiste du parti travailliste et de la Jeunesse ». Dans les années 1980, Dave Nellist, Pat Wall et Terry Fields, appartenant à cette tendance furent élus députés à la Chambre des communes sous l’étiquette du Parti travailliste.
En 1982, la section du Parti travailliste du district de Liverpool a adopté le programme de la tendance Militant pour la gestion du conseil municipal de la ville avec pour objectif de s’opposer aux coupes dans les allocations gouvernementales au conseil municipal. La section utilisera même le slogan « Plutôt ne pas respecter la loi que de ne pas respecter les pauvres ». 
La tendance entra en conflit avec le Parti conservateur lors des années 1989-1990 alors qu’il était au pouvoir au Royaume-Uni. En effet, la tendance Militant était à la tête du mouvement « La Grande-Bretagne contre la taxation par tête », s’opposant à la Community Charge, un impôt forfaitaire par tête implémenté par le gouvernement Thatcher en remplacement des impôts locaux existants (appelé plus communément la Poll tax). Le mouvement avait pour but d’inciter les habitants du Royaume-Uni à refuser le paiement de cet impôt. Il rencontra un certain succès, avec notamment une grande manifestation de 200 000 personnes organisée à Londres le 31 mars 1990.
Les batailles de Militant au sein du conseil municipal de Liverpool et contre la Poll tax, rencontrèrent un certain succès et firent monter chez la population un sentiment de défiance à l’égard de ce qui était vu alors comme des lois inégalitaires. Le député Terry Fields, proche de la section Militant fut emprisonné pour avoir refusé de payer la Poll Tax et fut plus tard exclu du parti Travailliste pour avoir refusé de se plier à la loi. 
Le parti travailliste accusa Militant d’entrisme, invoquant pour fait que la tendance avait un programme politique complètement différent de celui du parti. La tendance nia cette allégation, et se défendit en affirmant qu’elle se battait pour les valeurs socialistes fondamentales du Parti travailliste et en déclarant que c’était la branche « droitiste », alors à la tête du parti, qui était le vrai groupe coupable d'entrisme, cherchant à changer le Parti Travailliste en un parti social-démocrate, acceptant le capitalisme.
En 1991 il y eut un débat au sein de la tendance Militant autour de l’appartenance ou non au Parti travailliste. La question centrale était alors : est-ce que la tendance avait encore la possibilité d’agir efficacement au sein du parti après les attaques de la direction dont elle fut la cible ? La vente du Journal étant maintenant une raison suffisante pour être exclu, alors qu’avant le parti n’était pas dans une logique d’expulsions. De plus le soutien populaire au mouvement anti-Poll tax suggérait qu’il y avait plus à gagner politiquement à agir ouvertement et de façon autonome qu’au sein du Parti Travailliste, qui lui, condamnait la stratégie de non-paiement de la taxe.
Toujours en 1991, lors d’une session-extraordinaire d’un congrès interne de la tendance Militant, 93 % des délégués votèrent pour « le virage vers l’autonomie » et ainsi fonder le parti politique Militant Labour, qui changera finalement de nom en 1997 pour devenir le Parti socialiste d'Angleterre et du Pays de Galles. La minorité constituée autour de Ted Grant s’étant opposée à l’autonomie, fit sécession de Militant et forma une nouvelle tendance au sein du parti Travailliste sous le nom de Socialist appeal.
Le changement de nom fit lui-même débat au sein de la section, et le journal Militant changea finalement lui aussi de nom en 1997 pour devenir The socialist.

## Affiliations
En 2010, la coalition électorale qu'il forme sous le nom de TUSC (Trade Unionist and Socialist Coalition) avec le Parti socialiste des travailleurs, Solidarité et d'autres obtient 1 % des voix.
Le Parti socialiste est membre du Comité pour une Internationale ouvrière (CIO), internationale trotskyste présente dans plus de 40 pays, dont il est la plus grosse section.